# Bouillargues
Bouillargues är en kommun i departementet Gard i regionen Occitanien i södra Frankrike. Kommunen ligger i kantonen La Vistrenque som tillhör arrondissementet Nîmes. År 2022 hade Bouillargues 6 119 invånare.

## Befolkningsutveckling
Antalet invånare i kommunen Bouillargues
Referens:INSEE